# Notomastus formianus
Notomastus formianus é uma espécie de anelídeo pertencente à família Capitellidae.
A autoridade científica da espécie é Eisig, tendo sido descrita no ano de 1887.
Trata-se de uma espécie presente no território português, incluindo a sua zona económica exclusiva.